# Gospodarka Dominikany
Gospodarka Dominikany – jest ósmą co do wielkości w Ameryce Łacińskiej i największą gospodarką na Karaibach. Republika Dominikany jest krajem rozwijającym się o dochodzie średnio-wysokim zależnym głównie od górnictwa, rolnictwa, handlu i usług.
W kraju tym znajduje się największa kopalnia złota w Ameryce Łacińskiej, kopalnia Pueblo Viejo.
Chociaż sektor usług w ostatnim czasie wyprzedził rolnictwo jako wiodący pracodawca mieszkańców Dominikany (głównie ze względu na rozwój turystyki i stref wolnego handlu), rolnictwo pozostaje najważniejszym sektorem pod względem krajowej konsumpcji i zajmuje drugie miejsce (za górnictwem) pod względem przychodów z eksportu. Dochody ze strefy wolnego handlu i turystyka to najszybciej rozwijające się sektory eksportu.
Turystyka na Dominikanie generuje ponad miliard dolarów rocznych dochodów.